# Холлендер, Густав
Густав Холлендер (нем. Gustav Hollaender; 15 февраля 1855, Леобшютц, Силезия, королевство Пруссия — 4 декабря 1915, Берлин) — немецкий скрипач, композитор и музыкальный педагог еврейского происхождения. Брат композитора Виктора Холлендера и писателя Феликса Холлендера, дядя композитора Фридриха Холлендера.

## Биография
Учился в Лейпцигской консерватории у Фердинанда Давида, затем в Берлине у Йозефа Иоахима. В 1874—1881 гг. играл в оркестре Берлинской оперы, в 1881—1893 гг. первая скрипка Кёльнской оперы и Гюрцених-оркестра. В кёльнский период руководил также струнным квартетом с участием Эмиля Баре (вторая скрипка), Йозефа Шварца (альт) и Фридриха Грюцмахера-младшего (виолончель).
В 1894 г. вернулся в Берлин, где продолжил концертировать как ансамблист, особенно в составе фортепианного трио с Ксавером Шарвенкой и Генрихом Грюнфельдом. Руководил также струнным квартетом, в составе которого вторую скрипку играл Вилли Никкинг, альт — сперва Генрих Брандлер, затем Вальтер Рампельман, виолончель — сперва Лео Шраттенхольц, затем Антон Эккинг.
Автор двух концертов и ряда других произведений для скрипки с оркестром, камерной музыки для своего инструмента, дидактических сочинений.
С 1895 г. и до конца жизни возглавлял берлинскую Консерваторию Штерна. Среди многочисленных учеников Холлендера — Фриц Кассирер. В 1936 г. в результате нацистской реорганизации консерватории еврейская часть преподавателей и студентов была отделена в Еврейскую музыкальную школу Холлендеров (нем. Jüdische Private Musikschule Hollaender) во главе с детьми Холлендера, предпринимателем Куртом Холлендером (1885—1941) и певицей Сусанной Ландсберг (1892—1943); в 1941—1943 гг. руководители школы и большинство её педагогов и учащихся были уничтожены в концентрационных лагерях.